# Isauro Ulises Covili Linfati
Isauro Ulises Covili Linfati OFM (* 22. März 1961 in Lumaco) ist ein chilenischer Ordensgeistlicher und römisch-katholischer Bischof von Iquique.

## Leben
Isauro Ulises Covili Linfati trat am 16. Juli 1981 in das Noviziat der Franziskaner ein und legte am 20. März 1987 die ewige Profess ab. Am 23. November 1990 empfing er das Sakrament der Priesterweihe.
Nach verschiedenen Aufgaben in seiner Ordensgemeinschaft war er ab Juli 2021 Generalvikar des Franziskanerordens.
Papst Franziskus ernannte ihn am 23. April 2022 zum Bischof von Iquique. Der Erzbischof von Santiago de Chile, Celestino Kardinal Aós Braco OFMCap, spendete ihm am 18. Juni desselben Jahres in der Kathedrale von Iquique die Bischofsweihe. Mitkonsekratoren waren der Apostolische Nuntius in Chile, Erzbischof Alberto Ortega Martín, und der Bischof von Osorno, Jorge Enrique Concha Cayuqueo OFM.